# RDS Cup
RDS Cup je hokejová trofej udělovaná každoročně nejlepšímu nováčkovi juniorské ligy Quebec Major Junior Hockey League. Mezi roky 1991 a 1994 byla trofej nazývána Molson Cup a mezi roky 1994 a 1996 New Face Cup.

## Držitelé RDS Cupu
| Sezóna       | Jméno                  | Tým                          |
| RDS Cup      | RDS Cup                | RDS Cup                      |
| ------------ | ---------------------- | ---------------------------- |
| 2013-14      | Nikolaj Ehlers         | Halifax Mooseheads           |
| 2012-13      | Valentin Zykov         | Baie-Comeau Drakkar          |
| 2011–12      | Michail Grigorenko     | Québec Remparts              |
| 2010–11      | Charles Hudon          | Chicoutimi Saguenéens        |
| 2009–10      | Petr Straka            | Rimouski Océanic             |
| 2008–09      | Dmitrij Kulikov        | Drummondville Voltigeurs     |
| 2007–08      | Olivier Roy            | Cape Breton Screaming Eagles |
| 2006–07      | Jakub Voráček          | Halifax Mooseheads           |
| 2005–06      | Ondřej Pavelec         | Cape Breton Screaming Eagles |
| 2004–05      | Derick Brassard        | Drummondville Voltigeurs     |
| 2003–04      | Sidney Crosby          | Rimouski Océanic             |
| 2002–03      | Petr Vrána             | Halifax Mooseheads           |
| 2001–02      | Benoit Mondou          | Baie-Comeau Drakkar          |
| 2000–01      | Pierre-Marc Bouchard   | Chicoutimi Sagueneens        |
| 1999–00      | Christopher Montgomery | Montreal Rocket              |
| 1998–99      | Ladislav Nagy          | Halifax Mooseheads           |
| 1997–98      | Mike Ribeiro           | Rouyn-Noranda Huskies        |
| 1996–97      | Vincent Lecavalier     | Rimouski Oceanic             |
| New Face Cup |                        |                              |
| 1995–96      | Neuděleno              | Neuděleno                    |
| 1994–95      | Steve Brulé            | Saint-Jean Lynx              |
| Molson Cup   |                        |                              |
| 1993–94      | Christian Matte        | Granby Bisons                |
| 1992–93      | Ian Laperrière         | Drummondville Voltigeurs     |
| 1992–93      | Martin Lapointe        | Laval Titan                  |
| 1991–92      | Alexandre Daigle       | Victoriaville Tigres         |